# Mariusz Wesołowski
Mariusz Stefan Wesołowski (ur. 11 kwietnia 1950 w Tarnowie) – polski polityk, poseł na Sejm I kadencji.

## Życiorys
W 1979 ukończył studia na Wydziale Budownictwa Lądowego Akademii Rolniczo-Technicznej w Olsztynie. Pracował w przedsiębiorstwach budowlanych, jako nauczyciel, potem jako prywatny przedsiębiorca. Działał w Ruchu Obywatelskim Akcja Demokratyczna, a następnie w Unii Demokratycznej. Z jej listy w 1991 został wybrany na posła na Sejm I kadencji z okręgu elbląsko-olsztyńskiego. Był założycielem i pierwszym przewodniczącym tej partii w województwie olsztyńskim. W Sejmie pełnił funkcję wiceprzewodniczącego Komisji Współpracy Gospodarczej z Zagranicą i Komisji Gospodarki Morskiej. W wyborach w 1993 bez powodzenia ubiegał się o reelekcję. W 1995 wycofał się z życia politycznego i wystąpił z Unii Wolności. W 2002 bez powodzenia kandydował do rady Olsztyna z listy KWW Samorządów Osiedlowych.
Należy do założycieli Olsztyńskiego Towarzystwa Gospodarczego, którego jest prezesem i współtwórców Olsztyńskiej Wyższej Szkoły Informatyki i Zarządzania. Zajmuje stanowisko prezesa prywatnej firmy w branży nowych technologii transportu (zajmującej się budową zmechanizowanych, wielopoziomowych parkingów).
Jest bratem Haliny Nowiny Konopka, posłanki na Sejm trzech kadencji.